# Jellisonia mexicana
Jellisonia mexicana är en loppart som beskrevs av Ponce 1989. Jellisonia mexicana ingår i släktet Jellisonia och familjen fågelloppor. Inga underarter finns listade i Catalogue of Life.